# STS-96
是历史上第九十三次航天飞机任务，也是發現號太空梭的第二十六次太空飞行。

## 任务成员
- 肯特·罗明格（Kent V. Rominger，曾执行、以及任务），指令长
- 里克·赫斯本德（Rick Husband，曾执行以及任务），飞行员
- 艾伦·奥查（Ellen Ochoa，曾执行、以及任务），任务专家
- 塔玛拉·杰尼根（Tamara E. Jernigan，曾执行、以及任务），任务专家
- 丹尼尔·巴利（Daniel T. Barry，曾执行、以及任务），任务专家
- 朱莉·佩耶特（Julie Payette，加拿大宇航员，曾执行任务），任务专家
- 瓦列里·托卡列夫（Valery Tokarev，俄罗斯宇航员，曾执行、联盟TMA-7以及远征12号任务），任务专家